# Шакал (персонаж)
Шакал (англ. Jackal) — псевдонім двох суперлиходіїв з коміксів американського видавництва Marvel Comics. Персонаж був створений Геррі Конвеєм і Россом Андрю і вперше з'явився в коміксі The Amazing Spider-Man #129 (лютий 1974). У The Amazing Spider-Man #148 (вересень 1975) особистість Шакала була розкрита, ним був професор Майлз Воррен, що вперше з'явився в The Amazing Spider-Man #31 (грудень 1965) і створений Стеном Лі та Стівом Дітко. Злодій на прізвисько Шакал є головним антагоністом в обох сюжетних арках під назвою Сага про клонів.

## Вигадана біографія

### Перший Шакал
Майлз Воррен (англ. Miles Warren) був професором біології в Empire State University. Там він познайомився з Пітером Паркером і Гвен Стейсі. Воррен був таємно закоханий в Гвен, і, коли вона загинула в сутичці Людини-павука і Зеленого гобліна, він звинуватив в цьому Людину-павука, поклявшись помститися йому.
Одного разу його асистент Ентоні Серба розповідає Майлзу про те, що йому вдалося успішно клонувати жабу. Після цього Воррен дає йому збережені зразки ДНК Гвен, кажучи, що це клітини щура. Через деякий час Серба повідомляє Майлзу, що клонами виявилися люди і те, що вони повинні бути негайно знищені. У паніці Воррен випадково вбиває Сербу. Не в силах взяти на себе відповідальність за скоєне, він створює собі альтер-его, яке називає «Шакал» і через те, що одного разу чув, як професор говорив про дану тварину, як про «боягузливого хижака». Шакал ненавидить Людину-павука, думаючи, що він відповідальний за смерть Гвен, і намагається домогтися його смерті. Спочатку він об'єднується з Карателем, але їх союз швидко розпадається. Після він намагається почати війну між бандами Хаммерхеда і Доктора Восьминога, а також наймає рестлера Максвелла Маркхема, екіпіруємо його потужним костюмом Грізлі. В цей час, з'ясовується, що експерименти з клонуванням мали різні результати; з кількох клонів Людину-павука, яких створив Шакал, тільки один був ідеальною копією оригінального. Також Майлз створив два клона самого себе, один з яких — повна копія, інший — модифікована, підвладна вірусу під назвою Падаль. Головним своїм створенням Шакал вважав ідеальну копію Гвен Стейсі. За допомогою Тарантули Шакал б'є Людину-павука до несвідомого стану і переносить його на Shea Stadium разом з клоном Людини-павука. Двоє павуків борються до тих пір, поки клон Гвен Стейсі не зривати маску Шакала і звинувачує його у всіх злочинах, які він зробив. В цей час детонує бомба, яку Шакал встановив на стадіоні раніше. Від вибуху, імовірно, гинуть Шакал і клон Людини-павука.

### Другий Шакал
Другим Шакалом став Бен Рейлі. В образі Шакала Рейлі носить дорогий діловий костюм червоного кольору і маску давньоєгипетського бога Анубіса (сам він пояснює такий вибір костюма тим, що «все краще ніж волохатий Йода в трусах»). Рейлі знаходить спосіб не просто клонувати померлих, а в буквальному сенсі, воскрешати їх. Рейлі створює компанію «Новий Ти», куди вербує Носорога, Курта Коннорс, Електро і Джону Джеймісон надаючи їм в якості авансу дорогих їм людей відроджених ім. Рейлі також воскрешає всіх персонажів загиблих з вини Людини-Павука щоб розвантажити його совість. Також з його допомогою повертається до життя Доктор Восьминіг. Мінусом процесу є те, що відроджені кожен день повинні вживати особливих пігулки без яких їх тіла піддаються клітинної деградації. Рейлі намагається переконати Паркера прийняти його сторону, але цьому заважають Гвен-Павук і Каїн який дізнався, що відроджені перестали приймати пігулки не просто деградують, а перетворюються на зомбі, а союз Паркер Індастріз і «Новий Ти» вже в безлічі світів привів до Кінця Світу.